# NHL Entry Draft 2005

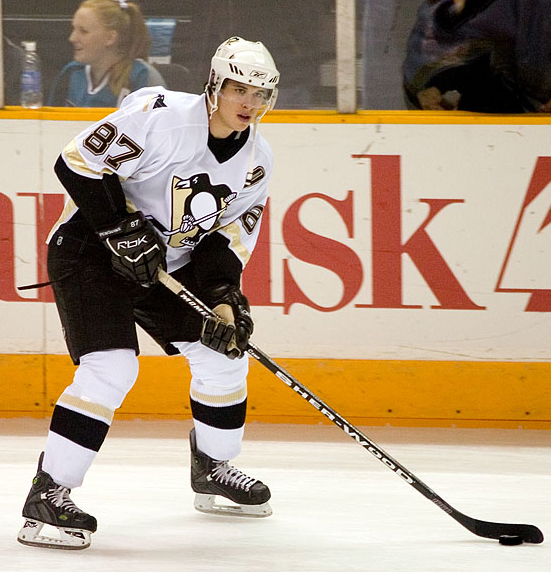
Sidney Crosby är i dag en av ishockeyns största stjärnor.

2005 NHL Entry Draft var den 43:e NHL-draften. Den ägde rum 30–31 juli 2005 i Westin Hotel som ligger i Ottawa i Ontario i Kanada. Pittsburgh Penguins var först ut i draften och de valde Sidney Crosby. Anaheim Ducks valde Bobby Ryan som andre spelare totalt och Los Angeles Kings storstjärna Anze Kopitar valdes som elfte spelare totalt.
Förste svenske spelaren valdes av New Jersey Devils som 23:e spelare totalt och blev Nicklas Bergfors, både han och Anze Kopitar hade innan NHL-draften representerat den svenska klubben Södertälje SK.